# Vladimer Khinchegashvili
Vladimer Khintšegašvili (in georgiano ვლადიმერ ხინჩეგაშვილი?; Gori, 18 aprile 1991) è un lottatore georgiano, campione olimpico nella lotta libera categoria 57 kg ai Giochi di Rio de Janeiro 2016 e vincitore della medaglia d'argento nei 55 kg a Londra 2012.

## Biografia
Ha ottenuto il suo primo podio continentale agli europei di Dortmund 2011, dove ha ottenuto il secondo posto nei 55 chilogrammi.
Grazie al secondo posto nel torneo europeo di qualificazione olimpica, ha guadagnato la possibilità di rappresentare la Georgia ai Giochi olimpici estivi di Londra 2012, dove ha vinto la medaglia d'argento, dopo essere rimasto sconfitto contro il russo Džamal Otarsultanov nella finale del torneo dei 55 chilogrammi. Nei turni precedenti aveva battuto nell'ordine l'egiziano Ibrahim Farag nel turno di qualificazione, il bulgaro Radoslav Velikov agli ottavi, l'indiano Amit Kumar Dahiya ai quarti e il giapponese Shinichi Yumoto in semifinale.
All'europeo di casa di Tbilisi 2013 è stato estromesso dal tabellone principale della categoria 60 chilogrammi dal russo Opan Sat ed ha avuto la meglio nella finale per il terzo posto, disputata contro il turco Münir Recep Aktaş.
L'anno successivo è divenuto campione continentale a Vantaa 2014 e vicecampione mondiale a Tashkent 2014, nella categoria nei 57 chilogrammi.
Ai mondiali di Las Vegas 2015 ha vinto l'oro nei 57 chilogrammi.
Ai Giochi olimpici di Rio de Janeiro 2016 ha trionfato nel torneo dei 57 chilogrammi, battendo in finale il giapponese Rei Higuchi.
Nonostante fosse iscritto, non ha potuto partecipare al torneo mondiale di qualificazione olimpico di Sofia, poiché risultato positivo al COVID-19: ha preso il suo posto il connazionale Beka Lomtadze, campione mondiale in carica nei 61 chilogrammi.

## Palmarès
- Giochi olimpici

Londra 2012: argento nella lotta libera 55 kg.
Rio de Janeiro 2016: oro nella lotta libera 57 kg.
- Mondiali

Tashkent 2014: argento nei 57 kg
Las Vegas 2015: oro nei 57 kg
Parigi 2017: bronzo nei 61 kg.
- Europei

Dortmund 2011: argento nei 55 kg
Tbilisi 2013: bronzo nei 60 kg
Vantaa 2014: oro nei 57 kg
Riga 2016: oro nei 61 kg
Novi Sad 2017: oro nei 61 kg
Kaspijsk 2018: bronzo nei 65 kg
- Giochi europei

Minsk 2019: argento nei 65 kg